# Planchonella sarcospermoides
Planchonella sarcospermoides är en tvåhjärtbladig växtart som beskrevs av Herman Johannes Lam. Planchonella sarcospermoides ingår i släktet Planchonella och familjen Sapotaceae.
Artens utbredningsområde är Papua Nya Guinea. Inga underarter finns listade i Catalogue of Life.